# میثم حاجیان
میثم حاجیان (زادهٔ ۱۳۵۹ در قائم شهر) بازیکن فوتبال اهل ایران است.
وی در حال حاضر در باشگاه پیکان تهران بازی می‌کند.
وی سابقه عضویت در تیم‌های باشگاه فوتبال نساجی مازندران،مس کرمان، ابومسلم و شهرداری بندرعباس را داراست